# Ракер, Джозеф
Джозеф Террелл Ракер (англ. Joseph Terrell Rucker; 1 января 1887 — 21 октября 1957) — американский кинооператор, который выиграл премию Американской киноакадемии за лучшую операторскую работу в фильме «С Бэрдом на Южный полюс» вместе с Уиллардом Ван дер Вером. 40 лет проработал оператором новостей на Paramount News и NBC.